# Makwan Amirkhani
Makwan Amirkhani, född 8 november 1988 i Kermanshah i Iran, är en finsk MMA-utövare av kurdiskt ursprung som sedan 2015 tävlar i organisationen Ultimate Fighting Championship.